# 岩屋神社 (明石市)

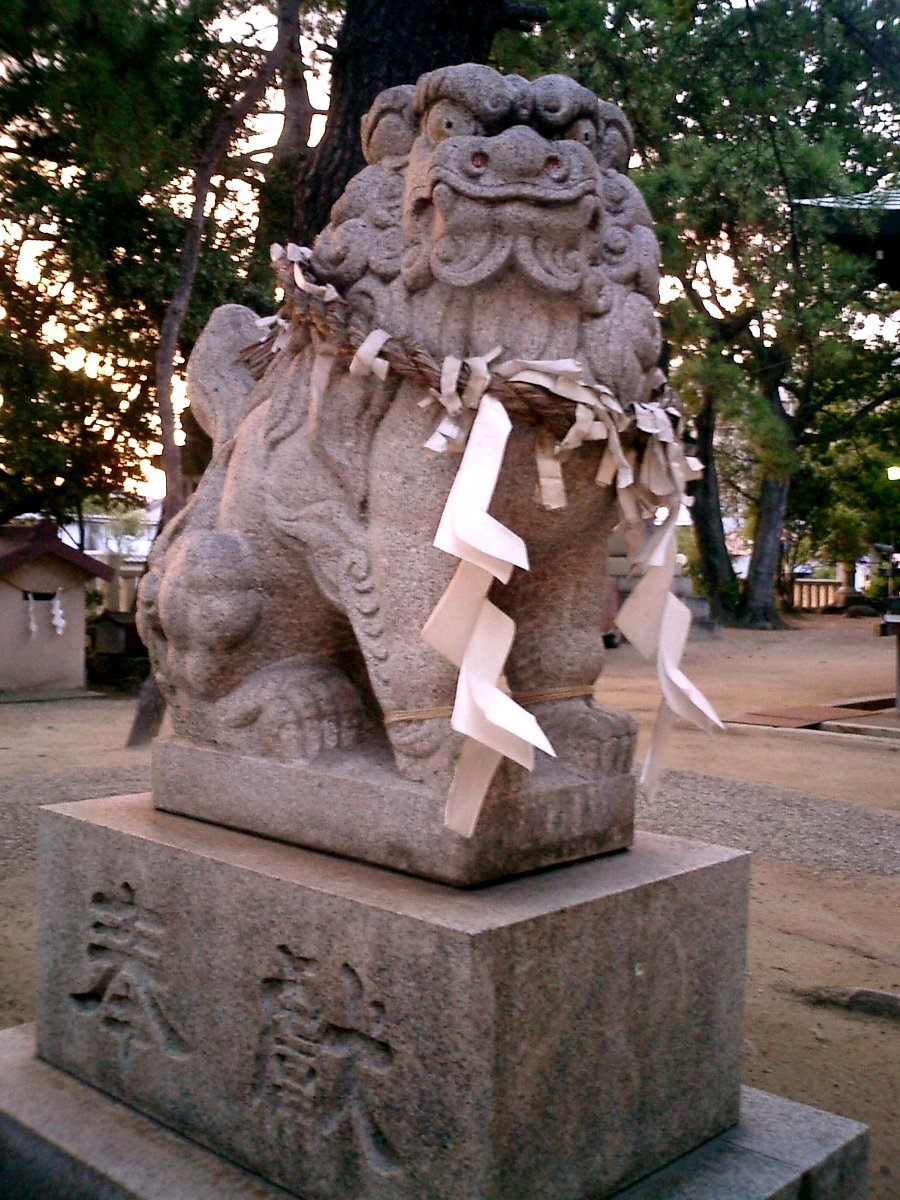
狛犬

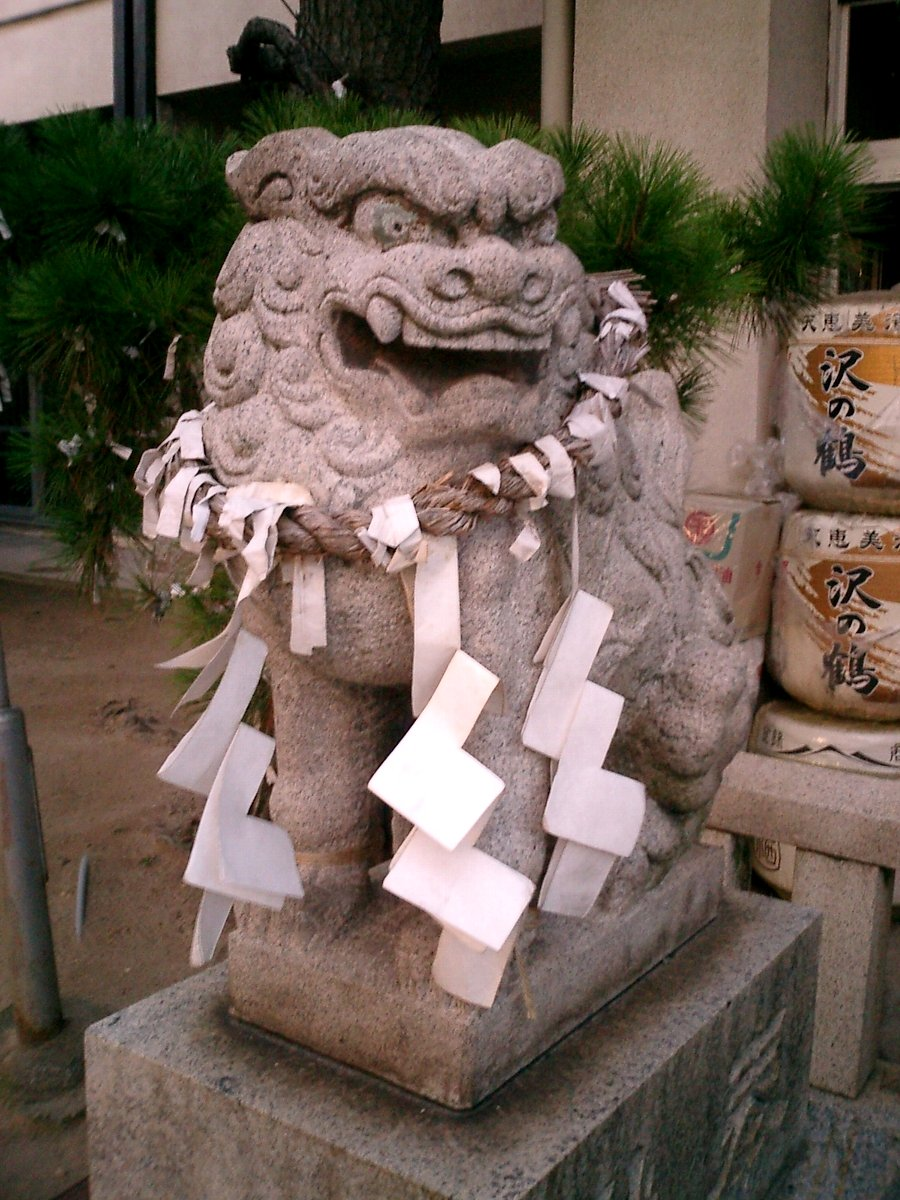
狛犬

岩屋神社（いわやじんじゃ）とは兵庫県明石市材木町に鎮座する神社。海上神事である「おしゃたか祭」で知られる。『延喜式神名帳』播磨国明石郡に載る伊和都比売神社の論社のひとつ。

## 祭神
伊弉諾尊を主祭神に、伊弉冊尊、大日孁尊（おおひるめのみこと）、月読尊、蛭子尊、素盞嗚尊を配祀する。
家内安全、商売繁盛、招福、災厄消除、縁結びの神徳を有するという。

## 由緒
社伝によると、成務天皇13年6月15日に天皇の勅命により、淡路島の岩屋より神を勧請して創祀されたと伝えられる。同年夏に当地の子供に淡路島の岩屋の神が懸かり、当地に勧請するようお告げがあり、勧請したという伝承もある。
文政8年（1825年）に渡辺容信によって著された淡路地誌『淡路草』にも淡路石屋神社の分霊を明石岩屋神社に遷したことが記されている。明石浦の名主、前浜六人衆が新しい舟を仕立てて淡路から神を遷す際、海がたいへん荒れて舟を明石浦の浜に着けることができず、西方の林崎前の赤石（明石の名の起源）へ舟を着け、海難防止と豊漁を祈った。明け方には海も静まり、現在の地に無事神様をお迎えすることが出来たが、このとき地元の住民が沖まで泳いで出迎え、「ご神体と一緒に乗船するのは畏れ多い」と泳ぎながら舟を押して岩屋の地に着いたという。
創祀以来、稲爪神社、海神社と並んで東播磨地域の古大社として人々の厚い崇拝を受けた。特に明石城の産土神として尊ばれ、例年藩主自らが参拝する神社のひとつであった。元文2年（1737年）には藩主松平直常の世継ぎ直純が「鎧始めの儀」の際に当社に参拝し、以後、世継ぎの鎧始めの儀の際には当社への参拝が慣例となった。
明治12年（1879年）、県社に列す。昭和20年（1945年）7月、太平洋戦争の明石空襲により社殿が焼失したが、同29年に再建された。

## おしゃたか舟
毎年7月第3日曜日には、祭神を淡路石屋神社から勧請した際の故事にちなんだおしゃたか舟神事が行われている。「おしゃたか」とは明石の方言の「おじゃったかなぁ」がなまったもので、「神さまがいらっしゃったか」という意味。
祭りでは、祭神6柱と、お供のおしゃたか舟（全長約2メートル）9隻を持った氏子の青年らが舟を立ち泳ぎで頭上高く掲げ「オシャタカー」と唱え、前に押し進め渡御式を行う。海難防止と豊漁を祈願する祭である。昭和50年（1975年）に明石市の無形民俗文化財に指定された。

## 文化財
（件名後の括弧内は指定の種別と年月日）
明石市指定
- 明石浦のおしゃたか舟（無形民俗文化財、昭和50年2月6日）[5]